# Мисе
Мисе (пол. Misie) — деревня в Бяльском повете Люблинского воеводства Польши. Входит в состав гмины Мендзыжец-Подляски. По данным переписи 2011 года, в деревне проживало 788 человек.

## География
Деревня расположена на востоке Польши, при железнодорожной линии Варшава-Западная — Тересполь, к югу от реки Кшны-Пулноцны, на расстоянии приблизительно 31 километра к западу от города Бяла-Подляска, административного центра повета. Абсолютная высота — 149 метров над уровнем моря. К северу от населённого пункта проходит региональная автодорога 806.

## История
По данным на 1827 год имелось 62 двора и проживал 251 человек. Согласно «Справочной книжке Седлецкой губернии на 1875 год» деревня входила в состав гмины Мисе Радинского уезда Седлецкой губернии.
В 1975—1998 годах деревня входила в состав Бяльскоподляского воеводства.

## Население
Демографическая структура по состоянию на 31 марта 2011 года:
|         | Всего | До трудоспособного возраста | Трудоспособного возраста | Старше трудоспособного возраста |
| ------- | ----- | --------------------------- | ------------------------ | ------------------------------- |
| Мужчины | 381   | 103                         | 244                      | 34                              |
| Женщины | 407   | 103                         | 225                      | 79                              |
| Всего   | 788   | 206                         | 469                      | 113                             |